# Hornungia aragonensis
Hornungia aragonensis là một loài thực vật có hoa trong họ Cải. Loài này được (Loscos & J.Pardo) Heywood mô tả khoa học đầu tiên năm 1962.